# Screaming
Screaming (také scream nebo screamo vokál) je forma vokalizace hodně využívaná v mnoha podžánrech metalu, v hardcore, screamo, punku, emo a hlavně pak v podžánru black metal, který je tímto typický. V podstatě jde o agresivní hrdelní řev podobný growlingu. Jeho provedení je velice náročné a mnoho zpěváků si již špatnou technikou zničilo hlasivky, mezi nimi například Dani Filth a mnoho dalších. Proto se správný trénink techniky nesmí podceňovat.